# Liochthonius gisini
Liochthonius gisini är en kvalsterart som först beskrevs av Schweizer 1948.  Liochthonius gisini ingår i släktet Liochthonius och familjen Brachychthoniidae. Inga underarter finns listade i Catalogue of Life.